# Billietite
La billietite (simbolo IMA: Bil) è un raro minerale di uranio della classe degli "ossidi e idrossidi". La sua composizione chimica è Ba[(UO2)6|O4|(OH)6]·8H2O. È chimicamente un ossido di uranile di bario idrato.

## Etimologia e storia
La billietite è stata inizialmente rinvenuta a Shinkolobwe (Katanga) e descritta per la prima volta nel 1947 dal mineralogista belga Johannes Franciscus Vaes, che l'ha chiamata così in onore del mineralogista belga Valère Louis Billiet. Billiet partecipò alla resistenza durante la seconda guerra mondiale ma fu arrestato; ucciso su un trasporto di prigionieri non lontano da Lubecca il 3 maggio 1945 da un ufficiale delle SS.
Esistono due campioni tipo del minerale, uno dei quali si trova presso l'Università Harvard (catalogo nº 104455) (a Cambridge, nel Massachusetts), e un altro presso il National Museum of Natural History (catalogo nº 160496) (Washington).

## Classificazione
Nell'ormai obsoleta ma ancora in uso 8ª edizione della sistematica minerale di Strunz, la billietite apparteneva alla classe minerale degli "ossidi e idrossidi" e lì alla sottoclasse degli "idrossidi e idrati di uranile", dove formava un gruppo indipendente insieme a becquerelite, compreignacite, masuyite e protasite.
Anche la 9ª edizione della sistematica minerale di Strunz, valida dal 2001 e utilizzata dall'Associazione Mineralogica Internazionale (IMA), elenca la billietite nella classe degli "ossidi e idrossidi" e lì nella sottoclasse "4.G Idrossidi di uranile". Tuttavia, questa sottoclasse è ulteriormente suddivisa in base alla presenza di altri cationi e alla struttura cristallina, in modo che il minerale sia classificato in base alla sua composizione e struttura nella suddivisione "4.GB Con cationi aggiuntivi (K, Ca, Ba, Pb, etc.); con principalmente poliedri pentagonali UO2(O,OH)5" nel sistema nº 4.GB.10 insieme a becquerelite e protasite.
La classificazione dei minerali di Dana classifica la billietite nella classe degli "ossidi e idrossidi", ma anche nella divisione degli "ossidi contenenti uranio e torio". Qui è il "Gruppo della becquerelite" con il sistema nº 05.07.01 insieme a compreignacite e becquerelite nella sottodivisione "Ossidi di uranio e di torio con componenti di idrossido alcalino o idrato".

## Abito cristallino
La billietite cristallizza nel sistema ortorombico nel gruppo spaziale Pbn21 (gruppo nº 33, posizione 2) con i parametri del reticolo a = 12,07 Å, b = 30,16 Å, c = 7,14 Å e β = 123,36° così come quattro unità di formula per cella unitaria.
Nella struttura cristallina, l'atomo di uranio ha una geometria pentagonale-bipiramidale. Coordinando gli atomi di ossigeno, questi formano due tipi di strati di poliedri uranilici legati ai bordi e ai vertici. Il primo tipo corrisponde agli strati nelle strutture di ianthinite e wyartite. Il secondo tipo corrisponde agli strati nelle strutture di protasite, compreignacite e becquerelite. Questi strati si alternano lungo l'asse {\displaystyle b} cristallografico e sono collegati da atomi di bario. L'atomo di bario è coordinato da sei atomi di uranile ossigenato (distanze da 2,77 a 2,99 Å) e quattro molecole d'acqua (distanze da 2,77 a 2,86 Å). Questa coordinazione è simile a quella del bario nei minerali guilleminite e protasite.

## Proprietà
Il minerale è classificato come altamente radioattivo a causa del suo contenuto di uranio fino al 69,1% in peso e ha un'attività specifica di circa 123,6 kBq/g (per confronto, il potassio naturale ha un'attività specifica pari a 0,0312 kBq/g).

## Origine e giacitura
La billietite si trova come raro prodotto di conversione nella zona di ossidazione dei giacimenti di minerale di uranio primario. A seconda di dove è stato trovato, il minerale è associato a uranofane, fourmarierite, rutherfordine, becquerelite, studtite, studtite e torbernite.
Oltre alla località tipo di Shinkolobwe, dove si trova associata a soddyite, la billietite è stata trovata anche nella miniera di Swambo. In Germania, la billietite è stata trovata nella fossa di Krunkelbach vicino a Menzenschwand, a Wittichen (pozzo di Sophia), nella valle di Heubach (pozzo di Anton) e Oberwolfach (pozzo di Clara) e da Bergen in Sassonia; inoltre è stata trovata a Wölsendorf (in Baviera), associata a pechblenda e fluorite.
In Svizzera è stata trovata nel Canton Vallese, nella Val d'Anniviers e nella Trienttal. Altri siti sono il giacimento di uranio Kruth 2 in Alsazia (Francia) e nell'Occitania, nel dipartimento dell'Hérault a Rabejac vicino a Lodève. In Italia è stato trovato in Val Rendena, negli Stati Uniti presso la miniera di Picks Delta nello Utah e in Australia Meridionale presso i Monti Flinders. Altri siti includono la miniera di Lianshanguan in Cina, Labskádam (Moldavia) e Slavkovice nella Repubblica Ceca; la miniera di Eureka in Spagna e la miniera di Åsnebo in Svezia.

## Utilizzi
A causa del contenuto di bario, che si presenta come elemento di fissione nelle scorie nucleari, la billietite è adatta come oggetto di indagine per l'ossidazione del combustibile nucleare esaurito nelle acque sotterranee, per l'incorporazione di diversi radionuclidi negli ossidi di uranile idrati e per lo studio della mobilità delle scorie radioattive.

## Forma in cui si presenta in natura
La billietite si presenta in piccoli cristalli di dimensioni fino a 2 mm, frequentemente raggruppati in gruppi pseudoesagonali, oppure sotto forma di sottili croste formate da piccoli cristalli dalle forme arrotondate.
Sviluppa per lo più cristalli traslucidi, prismatici e pseudoesagonali di colore da giallo-marrone ad ambrato-marrone con striature gialle. Le superfici cristalline hanno una brillantezza simile a quella del diamante. Gli aggregati a forma di stella formati da triplette sono tipici del minerale.